# Cymbial ecto-median process
Cymbial ecto-median process (CEMP, dosł. zewnętrzno-środkowy wyrostek cymbialny) – element męskich narządów rozrodczych niektórych pająków.
CEMP osadzony jest na środkowej części zewnętrznej powierzchni cymbium. Występuje tylko u gatunków kwadratnikowatych mających CEBP. Powierzchnia CEMP może być naga bądź pokryta makroszczecinkami, które rozmiarem  odpowiadają tym na cymbium lub są od nich grubsze.